# Малешевский, Клеменс
Клеменс Малешевский (пол. Klemens Maleszewski; 11 сентября 1798, Вильна, Российская империя — 20 января 1873, там же) — российский психиатр польского происхождения, впервые применил «электротерапию» для лечения кататонии.
Клеменс Малешевский родился в Вильне в семье Адама Малешевского.
Получил медицинское образование в Виленском университете. В то время ректором университета был Вацлав Пели́кан, который занимался изучением возможностей применения электричества в медицине, что оказало влияние на последующую деятельность Малешевского. После окончания университета был отправлен в качестве врача в армию. В 1837—1864 годах он руководил психиатрической больницей в Вильне, занимался научной и лечебной работой. Малешевский проводил исследования по использованию гальванического тока и металлотерапии при лечении холеры и психических расстройств. Занимаясь поиском эффективного лечения расстройств психики он в 1861 году успешно применил электротерапию (прообраз современной ЭСТ) у 35-летнего пациента Марчина Мерчиса с кататонией. Считается пионером использования ЭСТ. В 1873 году он стал членом Виленского медицинского общества.